# Asamblea Nacional de Filipinas
La Asamblea Nacional de Filipinas se refiere a la legislatura de la Mancomunidad de Filipinas (la Segunda República) en el período comprendido desde 1943 hasta 1945. La Asamblea Nacional de la Mancomunidad había sido creada por la Constitución de 1935 bajo la soberanía estadounidense, y a la llegada de la Segunda Guerra Mundial en el Pacífico, el gobierno de la Mancomunidad quedó en exilio. Mientras tanto, la Asamblea Nacional bajo la constitución de 1943 fue creada bajo una Segunda República por consentimiento y control japonés.

## Colonia estadounidense
La Asamblea Nacional fue convocada en el Manila Grand Opera House el 16 de octubre de 1907. Un par de partidos políticos dominantes, el Partido Nacionalista (NP) y Partido Nacional Progresista compitieron por las posiciones de la asamblea. Los partidos de la minoría también colocaron a sus candidatos así como aspirantes independientes.
El NP, propugnando "la independencia inmediata y completa" y dirigido por Sergio Osmeña, logró capturar la mayoría de los 80 escaños de la Asamblea. Sin embargo, estalló un conflicto: la asamblea legislativa estaba dividida en una asamblea electiva integrada por los filipinos nativos y la otra, una comisión electiva (que más adelante sería el Senado), donde mayoría de los miembros eran estadounidenses.

## Asamblea Nacional de la Mancomunidad
En 1935 se dio un periodo de transición donde los filipinos obtuvieron mayor control sobre el gobierno excepto en las relaciones exteriores. 
Este período creó una gran presencia española en la nación. Pero al final de este periodo de transición se dio un conflicto interno. Gracias a la financiación de las familias hispano-filipinas, los pronacionales consiguieron organizarse. Se creó un consulado oficioso con las personalidades de Andrés Soriano como cónsul y Enrique Zóbel como vicecónsul, además de una rama de la Falange en Filipinas, cuyo líder debía ser nombrado desde España. Finalmente fue nombrado Martín Pou Roselló, quien ignoró las órdenes del cónsul y vicecónsul tomando un camino más independiente. Debido a los conflictos entre estos se dio la salida de Pou lo cual creó dos bandos entre los falangistas revolucionarios y la derecha conservadora.

## Segunda Guerra Mundial
El gobierno de la Mancomunidad vivió su exilio en Washington D. C., por la invitación del Presidente Roosevelt. Los japoneses asumieron el control de Manila el 2 de enero, de 1942 y pronto establecieron la administración militar japonesa para substituir al gobierno exiliado. Usaron la estructura administrativa ya existente y destituyeron a los altos funcionarios de la Mancomunidad para formar el nuevo gobierno provisional.

## Control japonés
Para ganar el mayor apoyo posible para Japón y esfuerzo militar y civil de la guerra, el primer ministro japonés Hideki Tōjō prometió a los filipinos la independencia, que el tratado Tydings-McDuffie había estipulado. Pero antes de que se pudiera formalizar dicho tratado se adoptó una nueva constitución. Este nuevo giro en el gobierno de daría lugar a la Segunda República Filipina poniendo una fachada de independencia, pero no era más que un país títere del imperio japonés controlado por los militares japoneses. El presidente de este gobierno fue José Paciano Laurel.

## Fin de la Segunda Guerra Mundial
La Asamblea Nacional fue disuelta luego de que finalizó la Segunda Guerra Mundial y los filipinos fueran liberados del dominio japonés. Dos días después de la capitulación del Japón sobre las fuerzas aliadas el 15 de agosto en 1945, el gobierno de la Mancomunidad fue restaurado en Manila, y Laurel, que fue juzgado por sus crímenes, terminó por disolver la Segunda República Filipina. Mientras tanto, todas las leyes aprobadas por su asamblea nacional fueron invalidadas por una proclamación del General Douglas MacArthur el 23 de octubre de 1944 siendo restablecido al gobierno de la Mancomunidad en Palo (Leyte). 